# Alida Chelli
Alida Chelli, pseudonimo di Alida Rustichelli (Carpi, 23 ottobre 1943 – Roma, 14 dicembre 2012), è stata un'attrice e cantante italiana.

## Biografia

Alida Chelli con Domenico Modugno durante lo spettacolo teatrale Cyrano (1979)

Figlia del compositore di colonne sonore e direttore d'orchestra Carlo Rustichelli e sorella del compositore Paolo Rustichelli, iniziò già in gioventù la sua attività di cantante, partecipando a varietà televisivi e commedie musicali.
Si fece conoscere con la sua versione della canzone Sinnò me moro, che apre il film Un maledetto imbroglio con la colonna sonora composta dal padre nel 1959: negli anni a venire il brano diventerà un classico della canzone italiana in romanesco, e verrà incisa da Lando Fiorini e Gabriella Ferri, che la registrerà dapprima in coppia con Luisa De Santis e in seguito da sola.
In questo periodo incise anche il disco 45 giri Se è vero amore.
Recitò in molte pellicole ed in teatro, spesso cantando, come nel musicarello Quando dico che ti amo o nelle commedie musicali Rugantino, nel 1978, accanto ad Enrico Montesano, Cyrano, nel 1979, con Domenico Modugno e Aggiungi un posto a tavola, nel 1990, con Johnny Dorelli. Nel 1978 posò nuda per l'edizione italiana di Playboy.
Ammalatasi di tumore morì a Roma, all'ospedale Sant'Eugenio, il 14 dicembre 2012 all'età di 69 anni. È sepolta nel cimitero di Carpi, accanto al padre.

## Vita privata
Nel 1966 conobbe l'attore Walter Chiari, la coppia si sposò nel 1969 e l'anno successivo nacque il loro unico figlio Simone; rimasero insieme fino al 1981. La Chelli ebbe poi una relazione con il conte Riccardo Rocky Agusta e in seguito si legò sentimentalmente a Pippo Baudo con cui rimase per sette anni.

## Filmografia

Lino Banfi e Alida Chelli in una scena del film Spaghetti a mezzanotte (1981)

### Cinema
- Un maledetto imbroglio, regia di Pietro Germi (1959)
- Colpo grosso ma non troppo (Le Corniaud), regia di Gérard Oury (1965)
- Su e giù, regia di Mino Guerrini (1965)
- Sono strana gente (They're a Weird Mob), regia di Michael Powell (1966)
- L'uomo del colpo perfetto, regia di Aldo Florio (1967)
- Quando dico che ti amo, regia di Giorgio Bianchi (1967)
- ...dai nemici mi guardo io!, regia di Mario Amendola (1968)
- Gli infermieri della mutua, regia di Giuseppe Orlandini (1969)
- Spaghetti a mezzanotte, regia di Sergio Martino (1981)

### Televisione

Adriano Micantoni e Alida Chelli nella commedia televisiva La fortuna di un soldato (1963)

- La commedia di Rugantino di Augusto Jandolo, regia di Guglielmo Morandi, trasmessa il 17 gennaio 1961.
- Minna di Barnhelm, regia di Flaminio Bollini – film TV (1963)
- Geminus, regia di Luciano Emmer – miniserie TV (1969)
- Rugantino, regia di Gino Landi – film TV (1978)
- Casa dolce casa – serie TV (1992-1994)

## Teatro
- De Pretore Vincenzo, regia di Eduardo De Filippo (1961)
- Buonanotte Bettina, regia di Garinei e Giovannini (1962-1964)
- La manfrina, regia di Franco Enriquez (1964)
- Niente sesso siamo inglesi, regia di Garinei e Giovannini (1972)
- Rugantino, regia di Garinei e Giovannini (1978)
- Cyrano, regia di Daniele D'Anza (1979)
- Cielo mio marito, regia di Garinei e Giovannini (1980)
- Aggiungi un posto a tavola, regia di Garinei e Giovannini (1990)

## Programmi televisivi
- Volubile (Programma Nazionale, 1961)
- Il signore delle 21 (Programma Nazionale, 1962)
- Aria condizionata (Secondo Programma, 1966)
- Ci pensiamo lunedì (Rai 2, 1983-1984)
- Supersera (Rai 2, 1985)
- G. B. Show (Rai 2, 1985-1988)
- Casa dolce casa (Canale 5, 1991-1994)

## Discografia

### Singoli
- 1959 – Sinnò me moro/Sospetto
- 1960 – La dedico a te/Giorni e giorni
- 1961 – Dalla mia finestra sul cortile/Indovina indovina
- 1964 – La dedico a te/Se la cercherai (split con Loretta Goggi)
- 1969 – È grande 'sta città/Beat boat
- 1981 – Son geloso/So' gelosa (split con Gino Bramieri)
- 1983 – Nun ce pensà/Quanno arriva na cert'ora
- 1984 – Doppio senso doppio amore/Sinnò me moro
- 1985 – Che strana, però, Roma di sera/Ma chi ti credi d'esse